# IC 2968
IC 2968 ist eine Linsenförmige Galaxie vom Hubble-Typ S0/a mit aktivem Galaxienkern im Sternbild Löwe nördlich der Ekliptik. Sie ist schätzungsweise 294 Millionen Lichtjahre von der Milchstraße entfernt und hat einen Durchmesser von etwa 70.000 Lichtjahren.

Im selben Himmelsareal befinden sich u. a. die Galaxien NGC 3937, NGC 3940, NGC 3943, NGC 3947.
Das Objekt wurde am 2. April 1894 von Hermann Kobold entdeckt.